# Shoup-Gletscher
Der Shoup-Gletscher ist ein Gletscher im US-Bundesstaat Alaska  15 km westlich von Valdez.

## Geografie
Der 24 km lange Talgletscher hat sein Nährgebiet auf einer Höhe von 1500 m in den Chugach Mountains an der Ostflanke des Mount Shouplina 17 km nördlich von Valdez. Dieses grenzt an die Nährgebiete von Valdez- und Columbia-Gletscher. Der im Mittel 2,2 km breite Gletscher strömt in südwestlicher Richtung und endet am Kopfende der Shoup Bay, einer Seitenbucht des Port Valdez. Der Shoup Bay State Marine Park erstreckt sich über die Bucht.